# Spęczanie
Spęczanie - plastyczne odkształcenie materiału w celu zwiększenia przekroju poprzecznego wyrobu przez zmniejszenie długości lub wysokości. 
Rozróżnia się spęczanie w całej objętości, przeprowadzane na młotach lub prasach, oraz spęczanie miejscowe (np. na końcu pręta), przeprowadzane na kuźniarkach lub elektrospęczarkach. Spęczanie można wykonywać na zimno i na gorąco.